# 検死
検死（けんし、英: Autopsy）は、死体を検分すること。日本では「検死」という法律用語は無いので明確な定義はない。検屍とも書く。
一般に以下の3つの概念を包括した用語。

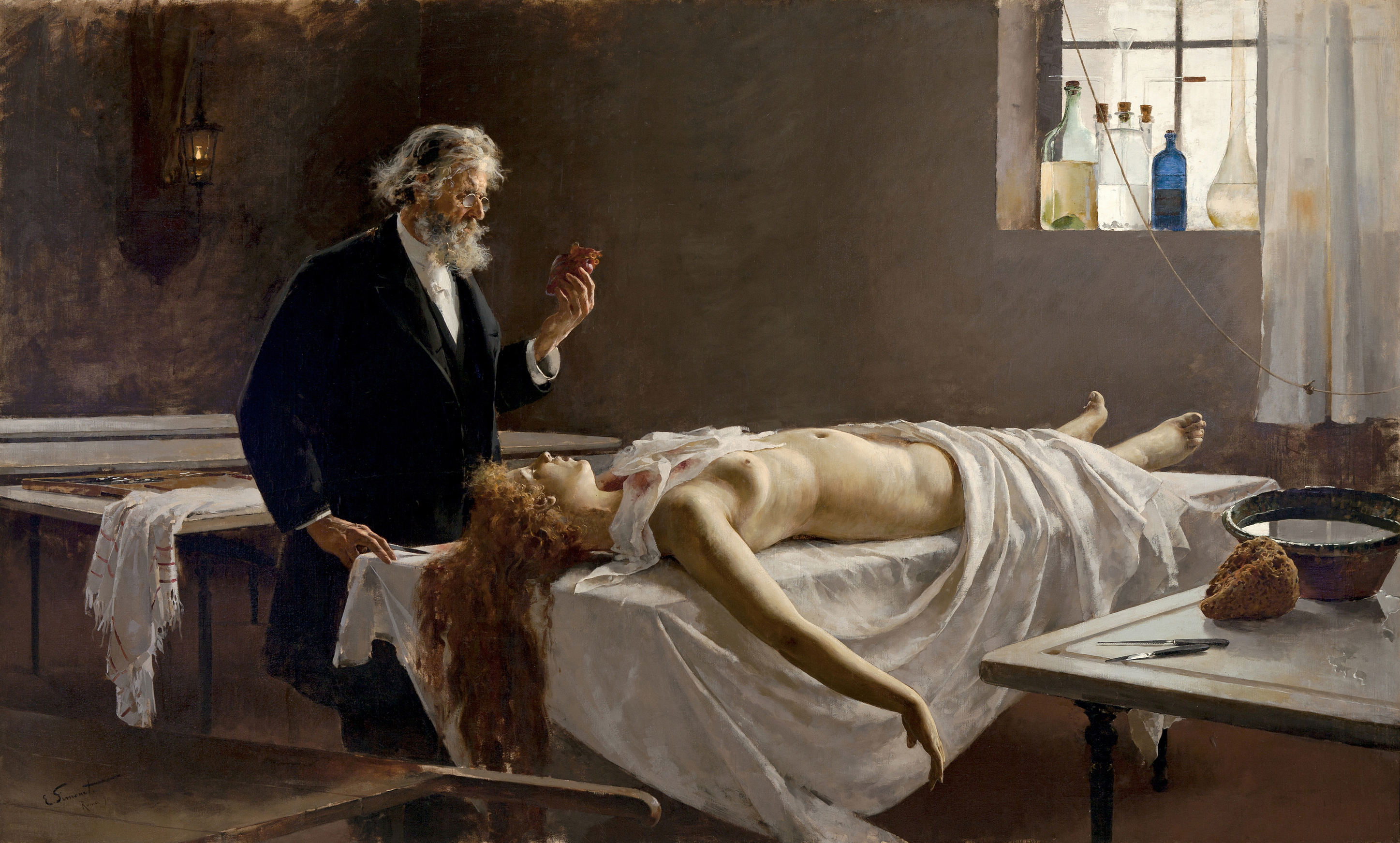
エンリケ・シモネ 心臓解剖

- 検視（External examination on Forensic autopsy）

検察官またはその代理人として検察事務官や司法警察員（検視官）が、異状死体に対し事件性の有無を捜査する作業を指す。日本の法律上では刑事訴訟法第229条に基づいて実施される。解剖は施行されず、遺体の状態や周囲の状況を検分し調査し判断する。
- 検案（External examination on Clinical autopsy）

医師が死体に対し、臨床的に死因を究明する作業を示す。日本の法律上では医師法第19条に基づいてこれにより死体検案書を交付する。犯罪性の有無に関わらず、外傷性なのか、病死なのか死因を医学的・臨床的に評価することである。画像検査・血液検査等も含めて臨床的に判断する。オートプシーイメージング（AI：画像検死）等も含まれる。
- 解剖（Internal examination on autopsy）

医師・歯科医師等が死因究明のために解剖を施行して死因を特定する作業を示す。日本の法律上では司法解剖・行政解剖・病理解剖と分類される。刑事訴訟法第168条に基づいて司法解剖が、死体解剖保存法第8条に基づいて行政解剖が、死体解剖保存法に基づいて病理解剖が行われる。